# Čabranka
Čabranka – rzeka w Chorwacji i Słowenii, płynąca przez obszar Gorskiego kotaru. Jej długość wynosi 17,5 km.
Jej źródła znajdują się u podnóża góry Obrh niedaleko miasta Čabar w Chorwacji, a do Kupy wpada w okolicy wsi Osilnica w Słowenii. Stanowi naturalny odcinek granicy chorwacko-słoweńskiej. W przeszłości na Čabrance funkcjonowały młyny wodne.